# Liste der Kulturdenkmäler in Monzelfeld
In der Liste der Kulturdenkmäler in Monzelfeld sind alle Kulturdenkmäler der rheinland-pfälzischen Ortsgemeinde Monzelfeld aufgeführt. Grundlage ist die Denkmalliste des Landes Rheinland-Pfalz (Stand: 10. August 2023).

## Einzeldenkmäler
| Bezeichnung                           | Lage                                 | Baujahr                  | Beschreibung                                                                         | Bild                                    |
| ------------------------------------- | ------------------------------------ | ------------------------ | ------------------------------------------------------------------------------------ | --------------------------------------- |
| Hofanlage                             | Alte Poststraße 5 Lage               | 19. Jahrhundert          | Streckhof, teilweise Fachwerk, 19. Jahrhundert                                       | BW                                      |
| Katholische Pfarrkirche St. Stephanus | Kirchstraße 14 Lage                  | 1785                     | Saalbau, 1785, 1887 ff. weitgehend erneuert, 1958 ff. erweitert                      | BW                                      |
| Pfarrhaus                             | Kirchstraße 16 Lage                  |                          | ehemaliges Pfarrhaus; fünfachsiger Krüppelwalmdachbau                                | BW                                      |
| Bildstock                             | Kirchstraße, bei Nr. 21 im Park Lage | 1665                     | auf dem ehemaligen Friedhof: Bildstock, barock, bezeichnet 1665                      | BW                                      |
| Mühle                                 | südlich des Ortes am Hinterbach      | 18. oder 19. Jahrhundert | ehemalige Mühle; kleiner Bruchsteinbau, teilweise Fachwerk, 18. oder 19. Jahrhundert | Direkt Bild zu diesem Denkmal hochladen |